# Diciotto con il nonno
Diciotto con il nonno (La gran familia) è un film del 1962 diretto da Fernando Palacios. Fu classificato come "pellicola di interesse nazionale".

## Trama
Carlos Alonso e Mercedes Cebrián hanno costruito una famiglia molto numerosa: sono infatti genitori di ben quindici figli, che vivono tutti sotto lo stesso tetto insieme all'anziano nonno. L'unico a lavorare in casa è Carlos, di professione geometra, pertanto la famiglia attraversa alcuni problemi economici. Ad aiutare gli Alonso c'è il padrino Juan, che di lavoro fa il pasticcere.
In vari episodi, viene raccontata la quotidianità di questa grande famiglia: come trascorrono una loro giornata tipo; la prima comunione di due figli; gli esami scolastici di nove figli; le vacanze trascorse in Costa Dorada; i primi amori dei ragazzi adolescenti; lo smarrimento del figlio più piccolo Chencho in Plaza Mayor ed il suo successivo ritrovamento. Proprio quando la famiglia riesce ad acquistare finalmente il suo primo ed agognato televisore, si scopre che è in arrivo un altro nascituro.

## Produzione
Il giovane cineasta Pedro Masó propose al produttore Jesús Rubiera la creazione di un filone cinematografico ispirato ad alcuni film italiani ad episodi che avevano ottenuto un grande successo in quegli anni. La Spagna franchista dell'epoca promuoveva la natalità e al cinema avevano molto successo i film con i bambini, pertanto Masó decise di lavorare ad una sceneggiatura che avesse per protagonista una famiglia con molti figli. L'essere stato indicato come film di interesse nazionale permise alla pellicola di ottenere una maggiore distribuzione nelle sale con lo scopo, da parte del Ministero della Cultura, di promuovere un modello propagandistico.
La trama era di per sé molto semplice e lineare e il film prevedeva l'intervallarsi dinamico di numerosi sketch. La struttura è essenzialmente composta da tre parti: la prima si svolge in primavera e racconta gli episodi della giornata tipo, della prima comunione e degli esami; la seconda parte è ambientata nella stagione estiva e si sofferma sullo sbocciare degli amori adolescenziali e sulle vacanze della famiglia Alonso; nella terza ed ultima parte ha luogo l'episodio dello smarrimento del piccolo Chencho in Plaza Mayor, durante il periodo dei mercatini natalizi.
Fu proprio quest'ultima ambientazione a renderlo un classico natalizio, replicato in televisione per molti decenni nel periodo delle feste.
Il costo complessivo della pellicola fu di 6.300.000 pesetas, che rappresentavano un ingente investimento per gli standard dell'epoca. A fronte di questo budget, mezzo milione fu destinato al cachet dell'attore che interpretava il capofamiglia, Alberto Closas, che all'epoca era molto ricercato.
L'interpretazione di Amparo Soler Leal fu particolarmente apprezzata e la consacrò come attrice. Il suo personaggio rispettava i canoni femminili del franchismo: era una casalinga e madre di famiglia che incarnava lo stereotipo dell'angelo del focolare. Rispetto agli attori che interpretavano i suoi figli maggiori, Amparo Soler Leal era maggiore di appena sette anni. L'attrice vinse il Premio CEC alla migliore attrice e fu premiata come miglior interprete cinematografica ai Fotogrammi d'argento.
L'anziano José Isbert regalò qui una delle sue ultime interpretazioni, nei panni del nonno. Si rese protagonista di scene molto malinconiche in cui trasmetteva tutto il senso di colpa di un vecchietto in seguito alla scomparsa dell'amato nipotino e di fatto il suo risultò essere uno dei ruoli maggiormente ricordati dal pubblico.
Fu proiettato nelle sale per quarantasette settimane di fila, divenendo uno dei grandi successi cinematografici spagnoli. Godette di una buona distribuzione anche a livello internazionale: in Messico restò nelle sale per undici settimane. Il successo del film determinò la produzione di ben tre sequel, di cui l'ultimo a trentasette anni di distanza. Si tratta di La familia y... uno más (1965), La familia, bien, gracias (1979) e La familia... 30 años después (1999).
Le principali critiche rivolte allo stile del film, giudicato troppo filo-franchista, furono quelle che sottolinearono la rappresentazione subordinata e sessista dei personaggi femminili.

## Riconoscimenti
- 1963 - Medallas del Círculo de Escritores Cinematográficos
  - Migliore attrice a Amparo Soler Leal

- 1964 - Fotogrammi d'argento
  - Miglior interprete cinematografico spagnolo a Amparo Soler Leal